# سارگپه دم‌کوتاه
سارگپه دم‌کوتاه (نام علمی: Buteo brachyurus) نام یک گونه از سرده سارگپه‌ها است.